# Анадирски район
Анадирски район (на руски: Анадырский район; чукчи: Кагыргын район) е административна единица и общински район в Чукотския автономен окръг, Русия. Административен център на района е град Анадир, който не влиза в състава на района. Площта му възлиза на 287 900 km², а населението наброява 8788 души през 2015 г.

## Населени места
| Населено място    | Население |
| ----------------- | --------- |
| сгт Уголние Копи  | 3666      |
| сгт Беринговски   | 983       |
| село Уст Белая    | 796       |
| село Марково      | 718       |
| село Канчалан     | 525       |
| село Ваеги        | 429       |
| село Мейнипилгино | 367       |
| село Хатирка      | 349       |
| село Снежное      | 284       |
| село Алкатваам    | 263       |
| село Чуванское    | 188       |
| село Ламутское    | 149       |
| село Краснено     | 71        |
| Бивши селища      |           |
| сгт Отрожни       | 0         |
| сгт Шахтьорски    | 0         |

## Население
| 1959 | 1970   | 1979   | 1989   | 2002 | 2009 | 2010 |
| ---- | ------ | ------ | ------ | ---- | ---- | ---- |
| 6297 | 20 247 | 28 388 | 32 349 | 8007 | 6765 | 9436 |
| 2012 | 2013   | 2014   | 2015   |      |      |      |
| 9206 | 9083   | 8835   | 8788   |      |      |      |

### Етнически състав
Около ¾ от населението на района са руснаци и украинци. Много от тях са дошли по времето на чистките на Сталин, когато много хора биват изпратени в ГУЛАГ в Далечния Изток на Русия. Други идват заради по-високите заплати и пенсии, отпускани за работа в райони на студ и изолация по времето на социализма. Малцинствата са представени основно от чукчи и евени.

## Икономика
Основните отрасли, развивани в Анадирския район са добивът на злато, сребро, въглища и природен газ. В района се намира една от най-големите руски вятърни електроцентрали – Анадирската. Също така е развито и селското стопанство.